# Ben Gamel
Benjamin Joseph Gamel (Neptune Beach, 17 maggio 1992) è un giocatore di baseball statunitense, di ruolo esterno.
Ha un fratello maggiore, Mat, che ha giocato in MLB con i Milwaukee Brewers dal 2008 al 2012.

## Carriera

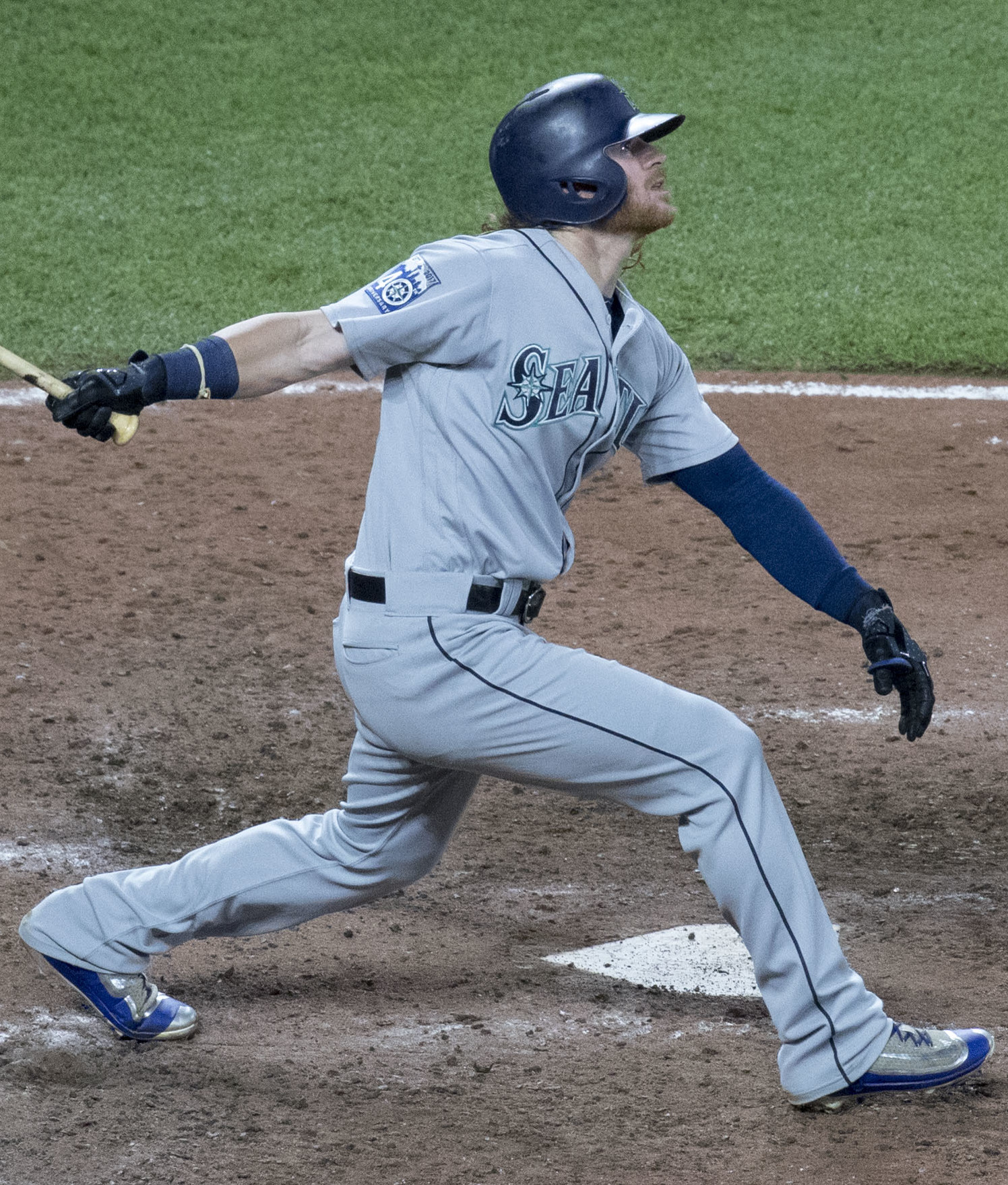
Gamel in battuta con i Mariners nel 2017

### Minor League (MiLB)
Nato a Neptune Beach in Florida, Gamel si diplomò alla Bishop Kenny High School di Jacksonville. Entrò nel baseball professionistico quando venne selezionato nel decimo turno del draft MLB 2010 dai New York Yankees, che lo assegnarono alla classe Rookie. Nel 2011 giocò nella classe A-breve e nel 2012 militò nella classe A. Iniziò la stagione 2013 nella classe A-avanzata e a metà agosto venne promosso nella Doppia-A, categoria in cui disputò l'intera stagione 2014. Nel 2015 militò per l'intera stagione nella Tripla-A.

### Major League (MLB)
Debuttò nella MLB il 6 maggio 2016, allo Yankee Stadium di New York City contro i Boston Red Sox. Schierato come esterno destro nella parte alta dell'ottavo inning, Gamel non partecipò ad alcun turno di battuta. Il 9 maggio contro i Royals, venne nuovamente schierato nella parte alta dell'ottavo inning come sostituzione, e nello stesso inning durante la sua prima apparizione sul piatto, colpì la sua prima valida. Il giorno seguente sempre contro i Royals, segnò il primo punto.
Il 31 luglio 2016 fu scambiato con i Seattle Mariners in cambio dei lanciatori delle minor league Jio Orozco e Juan De Paula. Il 2 settembre durante la sua prima partita con i Mariners, Gamel fece segnare il suo primo punto battuto a casa. Il 12 settembre contro i Dodgers, batté il suo primo fuoricampo.
In totale nel 2016 disputò 116 partite nella Tripla-A e 33 gare nella MLB (6 con gli Yankees e 27 con i Mariners) segnando 9 valide, un fuoricampo e 5 punti battuti a casa (RBI).
Il primo fuoricampo della stagione 2017, Gamel lo batté nella terza gara contro i Cleveland Indians.
Il 21 dicembre 2018, i Mariners scambiarono Gamel e Noah Zavolas con i Milwaukee Brewers per Domingo Santana.
L'11 febbraio 2021, Gamel firmò un contratto di minor league con i Cleveland Indians con invito allo Spring Training incluso. Il 5 maggio, venne designato per la riassegnazione dalla franchigia.
Il 9 maggio 2021, Gamel venne prelevato dalla lista dei trasferimenti dai Pittsburgh Pirates.